# Orlando (1932–2011)
Orlando Rosa Romagna (ur. 29 lutego 1932 w Julio de Castilhos, zm. 23 maja 2011) − piłkarz brazylijski, występujący na pozycji środkowego obrońcy.

## Kariera klubowa
Orlando występował w Grêmio Porto Alegre i CR Flamengo.

## Kariera reprezentacyjna
W reprezentacji Brazylii Orlando zadebiutował 10 marca 1960 w przegranym 0-3 meczu z reprezentacją Kostaryki podczas Mistrzostw Panamerykańskich, na których Brazylia zajęła drugie miejsce. Na turnieju w Kostaryce wystąpił w pięciu meczach z Kostaryką (dwa razy), Meksykiem i dwa razy z Argentyną.